# Sh2-70
Sh2-70 est une nébuleuse en émission visible dans la constellation d'Ophiuchus.
Elle est située dans la partie nord-est de la constellation, à environ 8° est-nord-est de l'étoile Cebalrai (β Ophiuchi), en bordure de la traînée lumineuse de la Voie lactée. Sa très faible luminosité rend sa détection extrêmement difficile, même à l'aide de filtres. La période la plus propice à son observation dans le ciel du soir est de juillet à novembre, depuis les deux hémisphères.
C'est un nuage presque complètement noir, dont on ne connaît aucune étoile responsable de son ionisation. Il s'agirait presque entièrement d'un simple nuage moléculaire situé à une latitude galactique très élevée, à environ 1 200 pc (∼3 910 al) du système solaire et situé à l'extrémité externe du bras du Sagittaire. Ses coordonnées font coïncider ce nuage avec [CB88] 124, indiqué dans le catalogue des petits nuages moléculaires publié en 1988. Dans un rayon d'environ 250 pc (∼815 al), l'amas ouvert NGC 6664 serait trouvé.